# Diplobrachia similis
Diplobrachia similis är en ringmaskart som beskrevs av Southward och Brattegard 1968. Diplobrachia similis ingår i släktet Diplobrachia och familjen skäggmaskar. Inga underarter finns listade i Catalogue of Life.